# Gustaf Horn
Gustaf Karlsson Horn, graaf van Pori (Örbyhus, 22 oktober 1592 – 10 mei 1657) was een Zweeds/Fins militair en politicus. Hij was de jongste zoon van veldmaarschalk Carl Horn en Agneta von Dellwig en werd geboren toen zijn vader in kasteel Örbyhus gevangen zat, na de nederlaag tegen de Russen.

## Biografie

### Vroege jaren
Gustaf Horn werd geboren in de Finse adellijke familie Horn af Kankas in het slot Örbyhus waar de familie werd gevangen gehouden. Zijn vader Carl Henkriksson Horn was in ongenade gevallen bij koning Johan III van Zweden. Gustav Horn studeerde in het buitenland en vocht hij tegen de Russen. In 1718 werd hij aangesteld tot kamerheer van Gustaaf II Adolf van Zweden en verkreeg hij verschillende belangrijke opdrachten. Zo werd hij rijksraad in 1625 en rechter in Finland. Hij nam deel aan de Pools-Zweedse Oorlog van 1626-1629. Tijdens deze oorlog raakte hij ernstig gewond in Riga. In 1628 werd hij veldmaarschalk.

### Dertigjarige oorlog
In de Dertigjarige Oorlog (1618–1648) speelde hij een belangrijke rol. Zo was Horn verantwoordelijk voor de linkervleugel tijdens de slag bij Breitenfeld in 1631, onder koning Gustaaf II Adolf. Hij slaagde erin om de vleugel voor ineenstorting te behoeden en de orde te herstellen en had hiermee een belangrijk aandeel in de overwinning voor de Zweden. Na deze slag was hij verantwoordelijk voor de Zweedse operaties in Zwaben en het Rijnland. In 1634 leed hij een verpletterende nederlaag in de Slag bij Nördlingen. Hij werd gevangengenomen en opgesloten in het kasteel van Burghausen. Tijdens zijn gevangenschap schreef hij een verslag van de slag en hierin schoof hij de schuld van het verlies toe aan Bernhard van Saksen-Jena. In maart 1642 werd hij vrijgelaten in ruil voor Jan van Werth, die sinds 1638 vast werd gehouden door de Fransen.
Na zijn terugkeer kreeg hij in 1643 de opdracht om de Denen aan te vallen in Skåne en in het jaar daarop slaagde hij erin de provincie te veroveren op de Denen. Hij had alleen niet voldoende artillerie om Malmö in te nemen en nadat Christiaan IV van Denemarken Göteborg aanviel was Horn gedwongen op die bedreiging te reageren. In 1645 verwierf hij opnieuw controle over Skåne.

### Laatste jaren
Gustaf Horn werd in 1652 gouverneur-generaal van Lijfland en hij werd een jaar later ook verheven tot rijksmaarschalk. Toen in 1655 de oorlog met Polen weer uitbrak was hij belast met de verdediging van Zweden voor een eventuele invasie.